# ترکه‌دندان
رابدودون (نام علمی: Rhabdodon) نام یک سرده از راسته پرنده‌کفلان است.